# Brampton (Cambridgeshire)
Brampton è un villaggio e parrocchia civile dell'Inghilterra, appartenente alla contea del Cambridgeshire.